# Fesikh

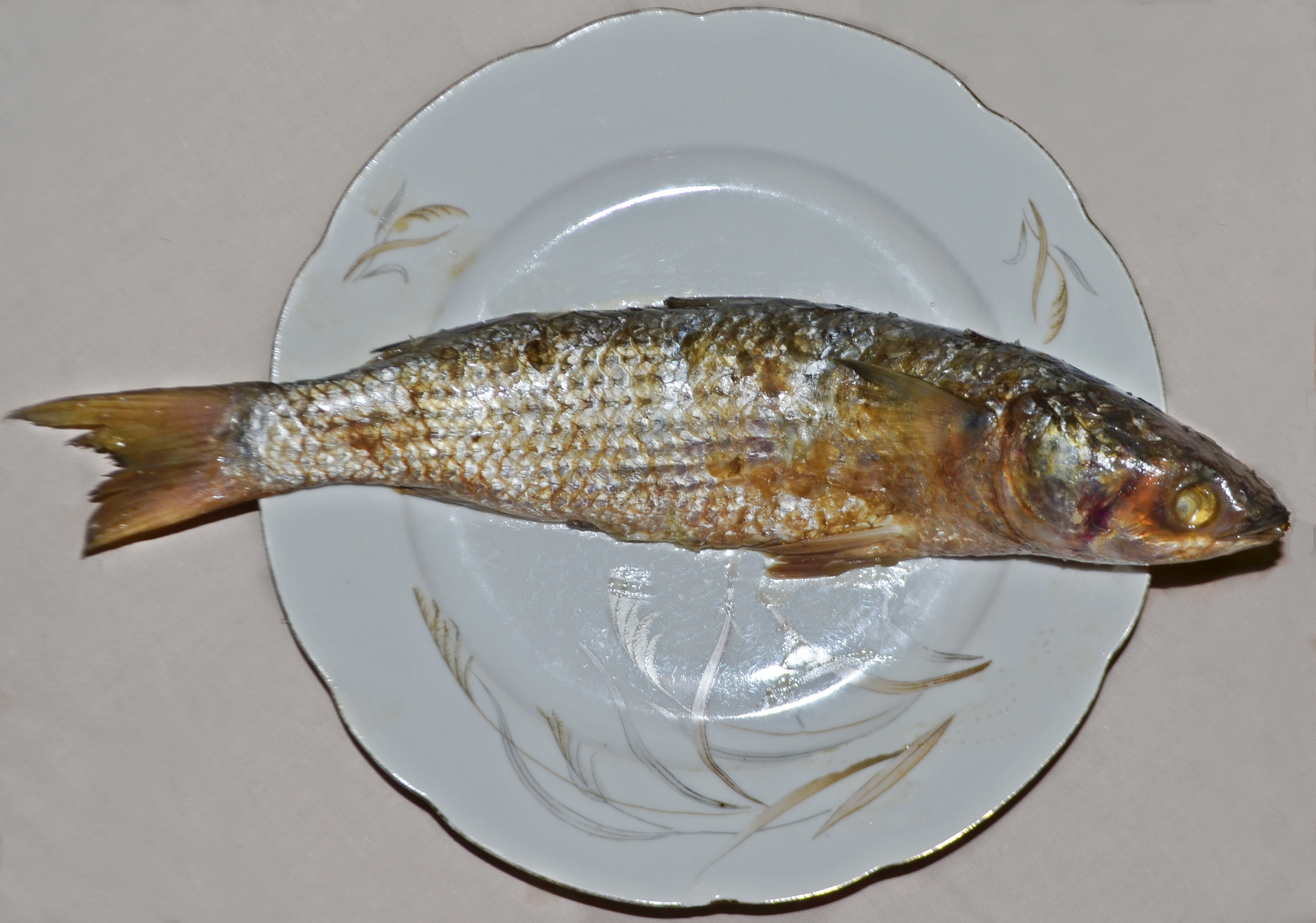
Cá đối sống ủ muối

Fesikh (tiếng Ai Cập Ả-rập: فسيخ fisīḵ, có nghĩa là cá đối sống ủ muối) là một món ăn truyền thống trong ẩm thực Ai Cập làm từ cá đối Mugil (các loài cá nước mặn sống ở vùng biển Địa Trung Hải và biển Đỏ) ủ muối lên men. Đây là đặc sản cá lên men gây chết người của Ai Cập nhưng vẫn được ưa thích.

## Chế biến
Quá trình chế biến fesikh bao gồm chuẩn bị cá sạch rồi phơi khô dưới nắng mặt trời trước khi ủ muối trong 45 ngày. Nếu chế biến không đúng quy trình, món ăn sẽ gây độc. Nghề này trong tiếng Ai Cập gọi là fasakhani (chuyên làm cá lên men). Người bản địa ở miền Tây Ai Cập dùng cá thịt trắng thay thế cá đối Mugil. Bí quyết để chế biến thành công chính là biết được lượng muối cần để ủ cá.
Khi cá còn sống, muối sẽ làm chín cá, để ngăn ngừa thối rữa. Kết quả sau 45 ngày lấy ra cá sẽ có màu xám tái và đặc biệt là bốc mùi hôi. Nếu không chuẩn bị đủ muối hoặc có cá chết trong nước, vi khuẩn gây ngộ độc sẽ phát tán trong môi trường ủ cá. Người ăn fesikh được chế biến không an toàn sẽ bị nôn mửa, buồn nôn, tê liệt hoặc tệ hơn có thể tử vong. 

## Cảnh báo
Hàng năm, Bộ Y tế Ai Cập cảnh báo về fesikh bởi nếu không chế biến đúng cách, món này có khả năng độc cao và có nguy cơ gây chết người. Năm 1991, có 18 người chết vì ăn cá fesikh, năm 2010 có hai trường hợp tương tự xảy ra. Cơ quan thanh tra thực phẩm Canada thu hồi tất cả cá fesikh bán tại Toronto vì có 3 báo cáo về nhiễm vi khuẩn Clostridium botulinum do ăn cá fesikh. Dù có nhiều cảnh báo về sự độc hại và các báo cáo tử vong vì ăn fesikh người Ai Cập vẫn yêu thích và thưởng thức món này vào lễ hội mùa xuân hàng năm.
Ở Ai Cập người dân thường ăn món này trong lễ hội Sham el-Nessim để chào mừng mùa xuân. Không giống các đặc sản khác, du khách sẽ không tìm thấy fesikh trong thực đơn nhà hàng ở Ai Cập, nhưng người bản địa vẫn tiếp tục tiêu thụ món này như một phần văn hóa Pharaoh trong họ. Mỗi dịp lễ hội Sham el-Nessim, các công viên ở Ai Cập lại ngập tràn người dân tụ họp gia đình ăn uống ngoài trời và không thể thiếu fesikh, chanh, hành rau diếp và sốt bơ vừng.